# Asmus Jacob Carstens
Asmus Jacob Carstens (10. května 1754 Schleswig, Německo – 25. května 1798 Řím, Itálie) byl německý malíř konce 18. století. Patří k nejvýznamnějším představitelům raného klasicismu v Německu. Od roku 1776 studoval na kodaňské Akademii malířství. Pro vysoké mravní nároky na akademii se nedokázal vyrovnat s tímto institutem a byl roku 1781 vyloučen. Poté prožil několik let v chudobě, než odešel roku 1788 do Berlína. V roce 1790 se stal profesorem na tamější akademii a dva roky poté odešel do Říma. Zde studoval především Michelangelova a Raffaelova díla, a dokázal z nich vyvodit záměry pro svoji vlastní tvorbu. Většinou čerpal z antické mytologie a historie. Jeho díla jsou většinou omezena na kresby, žádnou významnou malbu barvami nezanechal. Zemřel 25. května 1798 v Římě.